# Luis Mardones
Luis Emilio Mardones Barreto (Montevideo, Uruguay, 27 de junio de 1902) fue un futbolista uruguayo que se desempeñó en la posición de defensa. Fue uno de los primeros uruguayos que jugó afuera de su país, pasando por clubes de su misma confederación y Centroamérica.

## Trayectoria
En 1920, Mardones firmó para Nacional, club del cual era hincha desde los siete años, ascendiendo de la filial a primera junto a un grupo de jugadores contemporáneos a él, jugó en Nacional hasta 1922 y formó parte del plantel campeón de 1920 y 1922.
Luego de ello pasó por varios clubes de su natal Uruguay en primera división. Pero su irrupción en la primera con Treinta y Tres llegó con dificultades, por lo cual disputó solo 14 partidos.
Después emigró a Perú, para jugar por Circolo Sportivo Italiano, quienes ya lo habían visto en un amistoso internacional representando a Belgrano de Montevideo, donde anotó 1 gol por su gira en Lima, en ese equipo compartió con su compatriota Romeo Parravicini. Luego volvió a emigrar, esta vez al futbol mexicano y al Club Necaxa, en donde militó entre 1929 y 1934.
También jugó en la selección nacional uruguaya.

## Clubes
| Club                      | País    | Año         |
| ------------------------- | ------- | ----------- |
| Nacional                  | Uruguay | 1920 - 1922 |
| Treinta y Tres            | Uruguay | 1923        |
| Colón                     | Uruguay | 1923 - 1924 |
| Montevideo Wanderers      | Uruguay | 1924 - 1925 |
| Belgrano (gira)           | Uruguay | 1925        |
| Circolo Sportivo Italiano | Perú    | 1926 - 1928 |
| Necaxa                    | México  | 1929 - 1934 |

## Palmarés

### Campeonatos nacionales
| Título                         | Club     | País    | Año  |
| ------------------------------ | -------- | ------- | ---- |
| Campeonato de Primera División | Nacional | Uruguay | 1920 |
| Copa Competencia               | Nacional | Uruguay | 1921 |
| Campeonato de Primera División | Nacional | Uruguay | 1922 |